# Forbesganj
Forbesganj là một thành phố và khu đô thị của quận Araria thuộc bang Bihar, Ấn Độ.

## Địa lý
Forbesganj có vị trí 26°18′B 87°15′Đ / 26,3°B 87,25°Đ Nó có độ cao trung bình là 46 mét (150 feet).

## Nhân khẩu
Theo điều tra dân số năm 2001 của Ấn Độ, Forbesganj có dân số 41.982 người. Phái nam chiếm 53% tổng số dân và phái nữ chiếm 47%. Forbesganj có tỷ lệ 61% biết đọc biết viết, cao hơn tỷ lệ trung bình toàn quốc là 59,5%: tỷ lệ cho phái nam là 67%, và tỷ lệ cho phái nữ là 54%. Tại Forbesganj, 16% dân số nhỏ hơn 6 tuổi.